# The Last Man on Earth (Fernsehserie)/Episodenliste
Diese Episodenliste enthält alle Episoden der US-amerikanischen postapokalyptischen Comedy The Last Man on Earth, sortiert nach der US-amerikanischen Erstausstrahlung. Zwischen 2015 und 2018 entstanden in vier Staffeln insgesamt 67 Episoden mit einer Länge von jeweils etwa 22 Minuten.

## Übersicht
| Staffel | Episodenanzahl | Erstausstrahlung USA | Erstausstrahlung USA | Deutschsprachige Erstausstrahlung | Deutschsprachige Erstausstrahlung |
| Staffel | Episodenanzahl | Staffelpremiere      | Staffelfinale        | Staffelpremiere                   | Staffelfinale                     |
| ------- | -------------- | -------------------- | -------------------- | --------------------------------- | --------------------------------- |
| 1       | 13             | 1. März 2015         | 3. Mai 2015          | 15. März 2017                     | 19. April 2017                    |
| 2       | 18             | 27. September 2015   | 15. Mai 2016         | 31. Mai 2017                      | 26. Juli 2017                     |
| 3       | 18             | 25. September 2016   | 7. Mai 2017          | 27. September 2017                | 22. November 2017                 |
| 4       | 18             | 1. Oktober 2017      | 6. Mai 2018          | 15. August 2018                   | 10. Oktober 2018                  |

## Staffel 1
Die Erstausstrahlung der ersten Staffel war vom 1. März bis zum 3. Mai 2015 auf dem US-amerikanischen Fernsehsender Fox zu sehen. Die deutschsprachige Erstausstrahlung sendete der deutsche Pay-TV-Sender ProSieben Fun vom 15. März bis 19. April 2017.
| Nr. (ges.) | Nr. (St.) | Deutscher Titel                      | Originaltitel                  | Erstausstrahlung USA | Deutschsprachige Erstausstrahlung (D) | Regie                          | Drehbuch                   | Zuschauer (USA) |
| ---------- | --------- | ------------------------------------ | ------------------------------ | -------------------- | ------------------------------------- | ------------------------------ | -------------------------- | --------------- |
| 1          | 1         | Lebendig in Tucson                   | Alive in Tucson                | 1. März 2015         | 15. März 2017                         | Phil Lord & Christopher Miller | Will Forte                 | 5,75 Mio.       |
| 2          | 2         | Der Endzeit-Heiratsantrag            | The Elephant in the Room       | 1. März 2015         | 15. März 2017                         | Phil Lord & Christopher Miller | Andy Bobrow                | 5,75 Mio.       |
| 3          | 3         | Rosinenbällchen und Hochzeitsglocken | Raisin Balls and Wedding Bells | 8. März 2015         | 22. März 2017                         | Jason Woliner                  | Emily Spivey               | 4,35 Mio.       |
| 4          | 4         | Süße Melissa                         | Sweet Melissa                  | 15. März 2015        | 22. März 2017                         | Phil Traill                    | Liz Cackowski              | 3,76 Mio.       |
| 5          | 5         | Das Stinktier wird nass              | Dunk the Skunk                 | 22. März 2015        | 29. März 2017                         | John Solomon                   | John Solomon               | 4,55 Mio.       |
| 6          | 6         | Ein blöder Fettsack                  | Some Friggin’ Fat Dude         | 22. März 2015        | 29. März 2017                         | Michael Patrick Jann           | Tim McAuliffe              | 4,42 Mio.       |
| 7          | 7         | Das Sex-Lied                         | She Drives Me Crazy            | 29. März 2015        | 5. Apr. 2017                          | Michael Patrick Jann           | Tim McAuliffe              | 3,40 Mio.       |
| 8          | 8         | Milchkuh oder Burger?                | Mooovin’ In                    | 29. März 2015        | 5. Apr. 2017                          | Claire Scanlon                 | Liz Cackowski              | 3,33 Mio.       |
| 9          | 9         | Gott ist gnädig                      | The Do-Over                    | 12. Apr. 2015        | 12. Apr. 2017                         | John Solomon                   | Tim McAuliffe              | 3,22 Mio.       |
| 10         | 10        | Schlechter Scherz                    | Pranks for Nothin’             | 12. Apr. 2015        | 12. Apr. 2017                         | Chris Koch                     | Emily Spivey               | 3,37 Mio.       |
| 11         | 11        | Phil hoch zwei                       | Moved to Tampa                 | 19. Apr. 2015        | 19. Apr. 2017                         | Jason Woliner                  | Erik Dubrin                | 3,41 Mio.       |
| 12         | 12        | Raubtierinstinkte                    | The Tandyman Can               | 26. Apr. 2015        | 19. Apr. 2017                         | Claire Scanlon                 | Matt Marshall              | 3,29 Mio.       |
| 13         | 13        | Scheiss auf den Mond                 | Screw the Moon                 | 3. Mai 2015          | 19. Apr. 2017                         | John Solomon                   | Erik Dubrin & John Solomon | 3,51 Mio.       |

## Staffel 2
Die Erstausstrahlung der zweiten Staffel war vom 27. September 2015 bis zum 15. Mai 2016 auf dem US-amerikanischen Fernsehsender Fox zu sehen. Die deutschsprachige Erstausstrahlung sendete der deutsche Pay-TV-Sender ProSieben Fun vom 31. Mai bis 26. Juli 2017.
| Nr. (ges.) | Nr. (St.) | Deutscher Titel           | Originaltitel                      | Erstausstrahlung USA | Deutschsprachige Erstausstrahlung (D) | Regie                        | Drehbuch                           | Zuschauer (USA) |
| ---------- | --------- | ------------------------- | ---------------------------------- | -------------------- | ------------------------------------- | ---------------------------- | ---------------------------------- | --------------- |
| 14         | 1         | Ist da wer?               | Is There Anybody Out There?        | 27. Sep. 2015        | 31. Mai 2017                          | John Solomon                 | David Noel & John Solomon          | 3,14 Mio.       |
| 15         | 2         | Buh!                      | The Boo                            | 4. Okt. 2015         | 31. Mai 2017                          | Jason Woliner                | Andy Bobrow                        | 3,30 Mio.       |
| 16         | 3         | Totgesagte leben länger   | Dead Man Walking                   | 11. Okt. 2015        | 7. Juni 2017                          | John Solomon                 | Erik Dubrin                        | 2,70 Mio.       |
| 17         | 4         | Schock-Halsband           | C to the T                         | 18. Okt. 2015        | 7. Juni 2017                          | Matt Villines & Oz Rodriguez | Emily Spivey                       | 2,29 Mio.       |
| 18         | 5         | Grillenschmaus            | Crickets                           | 25. Okt. 2015        | 14. Juni 2017                         | Jason Woliner                | Tim McAuliffe                      | 3,36 Mio        |
| 19         | 6         | Das Kabel lebt!           | A Real Live Wire                   | 8. Nov. 2015         | 14. Juni 2017                         | Jason Woliner                | Erica Rivinoja                     | 2,57 Mio        |
| 20         | 7         | Schwanger und Pranger     | Baby Steps                         | 15. Nov. 2015        | 21. Juni 2017                         | John Solomon                 | Matt Marshall                      | 2,84 Mio.       |
| 21         | 8         | Wo ist der Bulle?         | No Bull                            | 22. Nov. 2015        | 21. Juni 2017                         | Payman Benz                  | Liz Cackowski                      | 3,27 Mio.       |
| 22         | 9         | Wichteln                  | Secret Santa                       | 6. Dez. 2015         | 28. Juni 2017                         | Nick Jasenovec               | Kira Kalush                        | 3,58 Mio.       |
| 23         | 10        | Stille Nacht              | Silent Night                       | 13. Dez. 2015        | 28. Juni 2017                         | Jason Woliner                | Tim McAuliffe                      | 3,16 Mio.       |
| 24         | 11        | Pechschwarz               | Pitch Black                        | 6. März 2016         | 5. Juli 2017                          | John Solomon                 | David Noel & John Solomon          | 2,72 Mio.       |
| 25         | 12        | Walhalla                  | Valhalla                           | 13. März 2016        | 5. Juli 2017                          | Payman Benz                  | Erica Rivinoja                     | 2,56 Mio.       |
| 26         | 13        | Wann fruchtet es endlich  | Fish in the Dish                   | 3. Apr. 2016         | 12. Juli 2017                         | Jared Hess                   | Liz Cackowski                      | 2,11 Mio.       |
| 27         | 14        | Bremsspur                 | Skidmark                           | 10. Apr. 2016        | 12. Juli 2017                         | Claire Scanlon               | Kira Kalush                        | 2,70 Mio.       |
| 28         | 15        | Der Ringfinger            | Fourth Finger                      | 17. Apr. 2016        | 19. Juli 2017                         | Jason Woliner                | Erik Durbin                        | 2,52 Mio.       |
| 29         | 16        | Der betreute Samenspender | Falling Slowly                     | 24. Apr. 2016        | 19. Juli 2017                         | David Noel                   | David Noel                         | 2,13 Mio.       |
| 30         | 17        | Schlau und dumm           | Smart and Stupid                   | 8. Mai 2016          | 26. Juli 2017                         | Payman Benz                  | Emily Spivey                       | 2,21 Mio.       |
| 31         | 18        | Bruderfurz                | 30 Years of Science Down the Tubes | 15. Mai 2016         | 26. Juli 2017                         | John Solomon                 | Edward Voccola & Maxwell R. Kesser | 2,23 Mio.       |

## Staffel 3
Die Erstausstrahlung der dritten Staffel war vom 25. September 2016 bis zum 7. Mai 2017 auf dem US-amerikanischen Fernsehsender Fox zu sehen. Die deutschsprachige Erstausstrahlung sendete der deutsche Pay-TV-Sender ProSieben Fun vom 27. September bis 22. November 2017.
| Nr. (ges.) | Nr. (St.) | Deutscher Titel                         | Originaltitel                               | Erstausstrahlung USA | Deutschsprachige Erstausstrahlung (D) | Regie         | Drehbuch                     | Zuschauer (USA) |
| ---------- | --------- | --------------------------------------- | ------------------------------------------- | -------------------- | ------------------------------------- | ------------- | ---------------------------- | --------------- |
| 32         | 1         | Drei Neue sind mindestens einer zu viel | General Breast Theme With Cobras            | 25. Sep. 2016        | 27. Sep. 2017                         | John Solomon  | David Noel & John Solomon    | 2,23 Mio.       |
| 33         | 2         | Stirb, Puppe!                           | The Wild Guess Express                      | 2. Okt. 2016         | 27. Sep. 2017                         | Peter Atencio | Andy Bobrow                  | 2,50 Mio.       |
| 34         | 3         | Stammhirntreffer                        | You’re All Going To Diet                    | 16. Okt. 2016        | 4. Okt. 2017                          | Jason Woliner | Tim McAuliffe                | 2,66 Mio.       |
| 35         | 4         | Der Null-Plan-Plan                      | Five Hoda Kotbs                             | 23. Okt. 2016        | 4. Okt. 2017                          | David Noel    | Emily Spivey                 | 2,14 Mio.       |
| 36         | 5         | Die Kraft vom Saft                      | The Power Of Power                          | 6. Nov. 2016         | 11. Okt. 2017                         | Peter Atencio | Matt Marshall                | 2,13 Mio.       |
| 37         | 6         | Ich habe eine Nachricht hinterlassen    | The Open-Ended Nature Of Unwitnessed Deaths | 13. Nov. 2016        | 11. Okt. 2017                         | John Solomon  | Liz Cackowski                | 2,64 Mio.       |
| 38         | 7         | Mamas Versteck                          | Mama’s Hideaway                             | 20. Nov. 2016        | 18. Okt. 2017                         | Payman Benz   | Kira Kalush                  | 2,04 Mio.       |
| 39         | 8         | Whitney Houston, wir haben ein Problem  | Whitney Houston, We Have A Problem          | 4. Dez. 2016         | 18. Okt. 2017                         | David Noel    | Tim McAuliffe & David Noel   | 2,48 Mio.       |
| 40         | 9         | Fisch der Hoffnung                      | If You’re Happy And You Know It             | 11. Dez. 2016        | 25. Okt. 2017                         | Jason Woliner | Erik Durbin & Will Forte     | 2,21 Mio.       |
| 41         | 10        | Sag Milch, Jeremy!                      | Got Milk?                                   | 5. März 2017         | 25. Okt. 2017                         | John Solomon  | Maxwell R. Kessler           | 2,19 Mio.       |
| 42         | 11        | Alles geht bergab                       | The Spirit Of St. Lewis                     | 12. März 2017        | 1. Nov. 2017                          | John Solomon  | Liz Cackowski & John Solomon | 2,04 Mio.       |
| 43         | 12        | Konterbier                              | Hair Of The Dog                             | 19. März 2017        | 1. Nov. 2017                          | Payman Benz   | Edward Voccola               | 1,97 Mio.       |
| 44         | 13        | Yoda in der Hütte                       | Find This Thing We Need To                  | 26. März 2017        | 8. Nov. 2017                          | Steve Day     | Erik Durbin & Tim McAuliffe  | 1,97 Mio.       |
| 45         | 14        | Zigarettenjunge                         | Point Person Knows Best                     | 2. Apr. 2017         | 8. Nov. 2017                          | Maggie Carey  | Jeff Vanderkruik             | 1,74 Mio.       |
| 46         | 15        | Die Zombiefrau                          | Name 20 Picnics … Now!                      | 23. Apr. 2017        | 15. Nov. 2017                         | David Noel    | Matt Marshall                | 1,73 Mio.       |
| 47         | 16        | Der Hobby-Gynäkologe                    | The Big Day                                 | 30. Apr. 2017        | 15. Nov. 2017                         | Nisha Ganatra | Erica Rivinoja               | 1,96 Mio.       |
| 48         | 17        | Der Anfang eines neuen Tages            | When The Going Gets Tough                   | 7. Mai 2017          | 22. Nov. 2017                         | Payman Benz   | Tim McAuliffe                | 1,80 Mio.       |
| 49         | 18        | Die wundersame Welt der Nippel          | Nature’s Horchata                           | 7. Mai 2017          | 22. Nov. 2017                         | David Noel    | Kira Kalush                  | 1,80 Mio.       |

## Staffel 4
| Nr. (ges.) | Nr. (St.) | Deutscher Titel          | Originaltitel              | Erstausstrahlung USA | Deutschsprachige Erstausstrahlung (D) | Regie           | Drehbuch                      | Zuschauer (USA) |
| ---------- | --------- | ------------------------ | -------------------------- | -------------------- | ------------------------------------- | --------------- | ----------------------------- | --------------- |
| 50         | 1         | Ab auf die Insel         | M.U.B.A.R.                 | 1. Okt. 2017         | 15. Aug. 2018                         | John Solomon    | David Noel & John Solomon     | 2,28 Mio.       |
| 51         | 2         | Stockholm-Syndrom        | Stocko Syndrome            | 8. Okt. 2017         | 15. Aug. 2018                         | David Noel      | Megan Ganz & Tim McAuliffe    | 2,28 Mio.       |
| 52         | 3         | Sühne                    | Skeleton Crew              | 15. Okt. 2017        | 22. Aug. 2018                         | John Solomon    | Kassia Miller                 | 1,96 Mio.       |
| 53         | 4         | Herzrasende Sexsucht     | Wisconsin                  | 22. Okt. 2017        | 22. Aug. 2018                         | Jennifer Arnold | Matt Marshall                 | 1,96 Mio.       |
| 54         | 5         | Die Bomben-Pinata        | La Abuela                  | 5. Nov. 2017         | 29. Aug. 2018                         | David Noel      | Kira Kalush                   | 1,94 Mio.       |
| 55         | 6         | Doppelter Cheeseburger   | Double Cheeseburger        | 12. Nov. 2017        | 29. Aug. 2018                         | Lucia Aniello   | Emma Rathbone                 | 2,18 Mio.       |
| 56         | 7         | Geschlechtsumwandlung    | Gender Friender            | 19. Nov. 2017        | 5. Sep. 2018                          | Kristen Schaal  | Rich Blomquist                | 1,62 Mio.       |
| 57         | 8         | Speed-Dating             | Not Appropriate for Miners | 3. Dez. 2017         | 5. Sep. 2018                          | Jared Hess      | Arielle Diaz & Megan Ganz     | 1,90 Mio.       |
| 58         | 9         | Karl                     | Karl                       | 7. Jan. 2018         | 12. Sep. 2018                         | Jason Woliner   | Kassia Miller                 | 2,96 Mio.       |
| 59         | 10        | Totgemalt                | Paint Misbehavin’          | 14. Jan. 2018        | 12. Sep. 2018                         | Payman Benz     | Matt Marshall                 | 3,35 Mio.       |
| 60         | 11        | Kannibalen-Outing        | Hamilton/Berg              | 18. März 2018        | 19. Sep. 2018                         | David Noel      | Kira Kalush                   | 1,60 Mio.       |
| 61         | 12        | Frühjahrsputz            | Señor Clean                | 25. März 2018        | 19. Sep. 2018                         | Maggie Carey    | Maxwell R. Kesser             | 1,61 Mio.       |
| 62         | 13        | Entfessle die Bestie     | Release the Hounds         | 1. Apr. 2018         | 26. Sep. 2018                         | Steve Day       | Megan Ganz                    | 1,37 Mio.       |
| 63         | 14        | Speziallieferung         | Special Delivery           | 8. Apr. 2018         | 26. Sep. 2018                         | Jason Woliner   | Emma Rathbone                 | 1,51 Mio.       |
| 64         | 15        | Der Rückkehrer           | Designated Survivors       | 15. Apr. 2018        | 3. Okt. 2018                          | Payman Benz     | Edward Voccola                | 1,36 Mio.       |
| 65         | 16        | Trennungsschmerz         | The Blob                   | 22. Apr. 2018        | 3. Okt. 2018                          | Jason Woliner   | Erik Durbin & Sarah K. Moss   | 1,54 Mio.       |
| 66         | 17        | Ein granatenmäßiger Fund | Barbara Ann                | 29. Apr. 2018        | 10. Okt. 2018                         | David Noel      | Tim McAuliffe & David Noel    | 1,77 Mio.       |
| 67         | 18        | Warten auf Ziegen        | Cancun, Baby!              | 6. Mai 2018          | 10. Okt. 2018                         | Nisha Ganatra   | Rich Blomquist & John Solomon | 1,66 Mio.       |